# Moment (matematika)
Moment je v matematiki pojem, ki so ga razvili iz podobnega pojma v fiziki. Momente vedno izračunavamo tako, da se nanašajo na neko vrednost. N-ti moment (reda n) realne funkcije {\displaystyle f(x)\!} glede na vrednost c se izračuna s pomočjo obrazca:
{\displaystyle \mu '_{n}=\int _{-\infty }^{\infty }(x-c)^{n}\,f(x)\,dx.\,\!}
Pogosto se moment neke funkcije obravnava za vrednost c = 0. To pomeni, da računamo moment glede na izhodišče. V tem primeru dobimo
{\displaystyle \mu '_{n}=\int _{-\infty }^{\infty }x^{n}\,f(x)\,dx.\,\!}.
Najbolj pogosto se za funkcijo uporablja funkcija gostote verjetnosti. Tako se n-ti moment glede na srednjo vrednost imenuje pričakovana vrednost (srednja vrednost).
Momente, ki jih izračunano glede na pričakovano vrednost imenujemo centralni momenti.
{\displaystyle \mu _{k}=E\left[(X-E[X])^{n}\right]}
kjer je
- E operator pričakovane vrednosti slučajne spremenljivke.

## Momenti slučajne spremenljivke
Moment slučajne spremenljivke glede na izhodišče.
{\displaystyle m_{n}(X)\equiv E\left[X^{k}\right]\,}.
Centralni moment pa je 
{\displaystyle \mu _{n}(X)\equiv E[(X-E[X])^{n}]\,}.

## Nekateri pomembnejši momenti
- Moment reda 1 je enak pričakovani vrednosti {\displaystyle \mu _{1}=E[X]\,}.
- Centralni moment reda 2 je enak varianci {\displaystyle \mu _{2}=\sigma ^{2}=E\left[\left(X-\mu \right)^{2}\right]\,}.
- Centralni moment reda 3 je enak {\displaystyle \mu _{3}=E\left[\left({\frac {X-\mu }{\sigma }}\right)^{3}\right]\,}, kar je standardizirani koeficient simetrije.
- Moment reda 4 je enak {\displaystyle \mu _{4}=E\left[\left({\frac {X-\mu }{\sigma }}\right)^{4}\right]\,}, kar je povezano s sploščenostjo.